# Harry Hamlin
Harry Robinson Hamlin, född 30 oktober 1951 i Pasadena i Kalifornien, är en amerikansk skådespelare. Hamlin har spelat roller som Perseus i Gudarnas krig, Michael Kuzak i Lagens änglar och Jim Cutler i Mad Men.

## Biografi
Harry Hamlin är son till flygteknikern Chauncey Jerome Hamlin, Jr. och Bernice, född Robinson. Han utexaminerades från Yale University 1974 med dubbla kandidatexamina i drama och psykologi. Han gick sedan skådespelarutbildningen på American Conservatory Theater, varifrån han utexaminerades 1976. Hamlin medverkade där i en produktion av Equus, i vilken han uppmärksammades av regissören Stanley Donen.
Han spelade en av huvudrollerna i Movie Movie mot George C. Scott 1978, för vilken han fick sin första Golden Globe-nominering. Sitt stora genombrott fick han i rollen som Perseus i den episka fantasyfilmen, baserad på grekisk mytologi, Gudarnas krig 1981. 

### Privatliv
Hamlin mötte Ursula Andress under inspelningen av Gudarnas krig 1979 och de var sedan ett par fram till 1983. Åren 1985–1989 var han gift med skådespelaren Laura Johnson och 1991–1992 med skådespelaren Nicollette Sheridan. Sedan 1997 är Hamlin gift med skådespelaren Lisa Rinna. De har två döttrar födda 1998 och 2001.

## Filmografi i urval
- 1978 – Movie Movie
- 1981 – Gudarnas krig
- 1985 - Mot rymden (miniserie)
- 1986–1991 – Lagens änglar (TV-serie) (102 avsnitt)
- 1992 – Batman: The Animated Series (TV-serie) (röstroll, 2 avsnitt)
- 1997 – The Nanny (TV-serie) (1 avsnitt)
- 1999–2000 – Movie Stars (TV-serie) (21 avsnitt)
- 2002 – Lagens änglar - The movie (TV-film)
- 2004–2006 – Veronica Mars (TV-serie) (12 avsnitt)
- 2005 – Arrested Development (TV-serie) (1 avsnitt)
- 2007 – I lagens namn (TV-serie) (1 avsnitt)
- 2010–2011 – Army Wives (TV-serie) (8 avsnitt)
- 2011 – Simma lugnt, Larry! (TV-serie) (1 avsnitt)
- 2013–2014 – Mad Men (TV-serie) (15 avsnitt)
- 2014–2015 – Law & Order: Special Victims Unit (TV-serie) (2 avsnitt)
- 2015 – Glee (TV-serie) (4 avsnitt)
- 2017 – Law & Order True Crime (TV-serie) (2 avsnitt)